# غندمان (بشت أربابا)
غندمان (بالفارسية: گندمان) هي قرية تقع في إيران في قسم بشت أربابا الريفي. يقدر عدد سكانها بـ 205 نسمة بحسب إحصاء 2016.